# Meneer Papier
Meneer Papier is een Belgische animatieserie. De serie is gebaseerd op drie kinderboeken van Elvis Peeters en Gerda Dendooven. De serie verscheen op 30 oktober 2021 voor het eerst op de Belgische zender Ketnet. In 2022 werd de serie ook in Nederland en Duitsland uitgezonden.

## Verhaal
Meneer Papier woont in een wereld, die helemaal uit papier bestaat. Hij woont samen met zijn huisdier Poes. Meneer Papier gebruikt graag zijn schaar, die hij voor veel activiteiten gebruikt. Als meneer Papier bijvoorbeeld honger heeft, pakt hij wat papier en knipt uit het papier een appel eruit, die hij vervolgens kan opeten. En als meneer Papier wil dat het weer dag wordt, gaat hij uit een stuk papier een zon uitknippen, die later boven in de lucht zal gaan schijnen.
Meneer Papier beleeft elke dag leuke avonturen. Tijdens deze avonturen lost meneer Papier verschillende problemen op, door met zijn schaar allemaal oplossingen uit te knippen. Meneer Papier sluit elke dag positief af en zegt dan altijd 'wat een mooie dag vandaag!'.

## Productie
De serie is gebaseerd op drie kinderboeken van Elvis Peeters en Gerda Dendooven: Meneer Papier gaat uit wandelen (2001), Meneer Papier is verscheurd (2003) en Meneer Papier en zijn meisje (2008).
De serie werd geregisseerd door Steven de Beul en Ben Tesseur. Mieke de Jong schreef voor de serie het scenario. Animatiestudio's Beast Animation en Balance Film maakten de animatie voor de serie, die volledig in papier werd gemaakt. Stan Lee Cole maakte de muziek voor de serie.

## Uitzendingen

### België
Meneer Papier werd op 29 oktober 2021 voor het eerst gepubliceerd in de app van Ketnet Junior. Op 30 oktober 2021 werd Meneer Papier uitgezonden op de Belgische kinderzender Ketnet.
De stem van meneer Papier werd in de Belgische versie ingesproken door Koen De Graeve.

### Nederland
In Nederland werd de eerste aflevering van Meneer Papier uitgezonden op 21 februari 2022 door AVROTROS op NPO Zappelin. De laatste aflevering werd op 28 maart 2022 uitgezonden. Later werden er nog herhalingen van Meneer Papier uitgezonden op NPO Zappelin.
De stem van meneer Papier in de Nederlandse versie werd ingesproken door Frederik Brom.

### Duitsland
De Duitse versie van Meneer Papier werd niet als zelfstandig programma uitgezonden. In Duitsland is Meneer Papier sinds 2022 een onderdeel van de Duitse versie van Sesamstraat. Sinds 3 oktober 2022 wordt Meneer Papier vertoond in de Duitse Sesamstraat op de publieke omroep NDR en op het kindernet KiKA.
De stem van meneer Papier in de Duitse versie werd ingesproken door Christoph Maria Herbst.
In beide series sprak Thomas Cordie de stem in van Poes.

## Lijst met afleveringen
Hier volgt een lijst van de 26 afleveringen van Meneer Papier:
| Afl. | Titel                                  | Verhaal |
| ---- | -------------------------------------- | --- |
| 1.   | Meneer Papier gaat uit wandelen        | Het is een mooie dag en meneer Papier heeft zin om te gaan wandelen. Hij wil graag met Poes op pad, want een wandeling is leuker met z'n tweeën. Maar als Poes nergens te vinden is, pakt hij zijn schaar en knipt een hond uit. Samen met de hond maakt meneer Papier een wandeling. |
| 2.   | Meneer Papier gaat slapen              | Meneer Papier kan niet slapen. Hij vindt de nacht lang duren en wou dat de dag begonnen was. Dan krijgt hij een idee om een zon te maken. Hij pakt een vel papier, knipt er een rondje uit, schildert hem geel en plakt hem vervolgens op de maan. Zo verandert de nacht naar de dag. |
| 3.   | Meneer Papier is verscheurd            | Meneer Papier maakt, door middel van kleine stukjes papier, sneeuw. Als het uiteindelijk heeft gesneeuwd, pakt hij zijn jas en gaat naar buiten. Maar dan begint hij toch te twijfelen. Wil hij naar buiten of liever binnen blijven? |
| 4.   | Meneer Papier is ziek                  | Meneer Papier bakt pannenkoeken voor het ontbijt. Hij wil een lekker grote hap uit de pannenkoek nemen, als hij plotseling zich niet lekker voelt. Meneer Papier is ziek geworden. Hij besluit dan op bed te liggen en uit te zieken. Ook knipt hij een dokter uit, die meneer Papier helpt beter te worden. |
| 5.   | Meneer Papier maakt het zomer          | Meneer Papier baalt ervan dat het al dagen regent. Hij wou dat het zomer was. Dan komt meneer Papier met het idee om zelf zomer te maken. Meneer Papier knipt een zon, palmbomen en een hangmat, zodat zijn huis op een subtropisch paradijs lijkt. |
| 6.   | Meneer Papier is bang                  | Meneer Papier knipt een vaas met bloemen. Als er snippers papier op de grond vallen, vormen de snippers een griezelig monster. Meneer Papier is zo bang dat hij uit huis. Maar hij kan zich niet zomaar overgeven en moet iets verzinnen om het monster te verslaan. Uiteindelijk, als het monster zich verstopt in de vaas met bloemen, maakt meneer Papier de vaas stuk en is ook het monster verdwenen.                         |
| 7.   | Meneer Papier wil melk                 | Meneer Papier wil Poes melk geven, maar komt er achter dat de melk op is. Meneer Papier verzint snel een oplossing: hij knipt een grote koe uit. Maar voordat hij de koe kan melken, prikt een wesp de koe en laat haar schrikken. Van de schrik rent de koe weg. Hoe krijgt meneer Papier haar terug? |
| 8.   | Meneer Papier houdt een picknick       | Het is een mooie dag. Meneer Papier maakt een mand vol lekkernijen klaar. Hij gaat picknicken. Op de fiets vertrekt hij samen met Poes op zoek naar een mooi plekje. De weg is steiler dan hij dacht, dus knipt hij het topje van de berg af. Nu kunnen ze picknicken! Maar voor Meneer Papier zijn eerste boterham kan eten, breekt het noodweer los.                                                                             |
| 9.   | Meneer Papier mist zijn schaar         | Meneer Papier heeft water nodig om een vlek uit het raam weg te poetsen. Hij knipt een put om water uit te halen. Als hij zijn emmer omlaag laat zakken, valt zijn schaar in de put. Hoe krijgt meneer Papier zijn schaar terug? |
| 10.  | Meneer Papier aan zee                  | Meneer Papier en poes gaan naar het strand, maar er is geen zee. Dan knipt hij van blauw papier lange stroken die samen de zee vormen. Meneer Papier vouwt uiteindelijk ook een boot en gaat met Poes de zee op. Maar plots wordt Poes zeeziek. Wat nu? |
| 11.  | Meneer Papier gaat tuinieren           | Meneer Papier is bezig met het maken van een tuin. Met behulp van een perforator maakt hij zaadjes uit kleurig papier en stopt ze in de kuilen. Als meneer Papier een dutje doet, komt er een vogel die de zaadjes uit de grond pikt. Poes heeft de vogel ook gespot. Gaat dit nog goed aflopen? |
| 12.  | Meneer Papier zoekt poes               | Meneer Papier zoekt zijn poes. Hij is nergens te bekennen. Verdrietig maakt Meneer Papier posters van zijn kat en verspreidt die in de wijde omgeving. Heel ver van huis, vanuit een hoge boom, hoort hij plots gemiauw. Zou het Poes zijn? |
| 13.  | Meneer Papier gaat kamperen            | Meneer Papier wandelt door het bos met een rugzak. Aangekomen bij een open plek besluit hij een tent op te zetten. Hij wijst naar de wolken en vertelt Poes dat hij een vis en een banaan ziet. Poes snapt er niks van. Meneer Papier knipt een ladder en verft de wolken in de juiste kleuren. Als het nacht wordt veranderen de wolken in gekleurde regendruppels.                                                               |
| 14.  | Meneer Papier en de horizon            | Meneer Papier kijkt naar de lege horizon. Hij vindt het landschap erg kaal en leeg. Hij besloot het op te vrolijken met wat gebouwen. Hij knipt eerst een kasteel en later zelfs een hele skyline. Turend door een verrekijker merkt hij dat er gewerkt wordt in de stad! Er verrijzen vanzelf nieuwe gebouwen. De stad breidt uit en komt dichterbij. Hoe kan meneer Papier dit stoppen?                                          |
| 15.  | Meneer Papier schildert                | Meneer Papier knipt en schildert een pauw in bonte kleuren. Maar dan vouwt de pauw zijn staart op. Meneer Papier kijkt sip. Hij knipt een extra staart die hij ook aan de pauw vastmaakt. Weer plooit de pauw zijn staart dicht. Hij maakt een prachtige, derde staart maar de pauw doet hetzelfde. Beteuterd vallen Meneer Papier en Poes in slaap. Wanneer ze wakker worden, zien ze de pauw die zijn drie staarten open plooit. |
| 16.  | Meneer Papier verveelt zich            | Meneer Papier heeft nergens zin in. Hij begint zomaar wat te knippen maar de knipsels komen niet tot leven. Meneer Papier raapt zijn knipsels bij elkaar en verfrommelt ze tot een prop. Poes begint met de prop te spelen. De prop komt tot leven en wordt een konijntje. Er ontstaan meer konijntjes uit de snippers. Ze dansen en jongleren tot Meneer Papier moe wordt en de konijntjes in het hoge gras verdwijnen.           |
| 17.  | Meneer Papier en de zwaluwen           | Meneer Papier knipt een mandje en gaat met Poes bessen plukken. Plots komt Poes met een vogelei tevoorschijn. Het ei maakt een krakend geluid en er verschijnt een kuikentje. Het stopt maar niet met krijsen, ook al heeft Meneer Papier hem insecten gegeven. Dan knipt hij twee zwaluwen, die uiteindelijk voor het jong zullen zorgen. Nu kan meneer Papier weer bessen gaan plukken.                                          |
| 18.  | Meneer Papier zet zijn huis weer recht | Meneer Papier geniet van het zonnetje. Dan drijven grauwe wolken voor de zon en steekt een wind op. Bomen en struiken gaan heen en weer in de wind. Meneer Papier en Poes moeten zich vasthouden om zelf niet weg te waaien. Ze raken met moeite thuis. Dan klinkt een luid gekraak. De wind beukt op het huis en het kantelt traag omver. Hoe krijgt Meneer Papier zijn huis weer recht?                                          |
| 19.  | Meneer Papier en het onweer            | Het stormt buiten. Regelmatig is het geluid van bliksem en donder te horen. Meneer Papier hoort in dat geluid muziek en speelt de geluiden op diverse instrumenten na. Maar dan ziet hij dat het onweer een boom heeft geraakt, die in vlammen opgaat. Meneer Papier moet wat doen, maar wat? |
| 20.  | Meneer Papier maakt een zelfportret    | Meneer Papier schildert een zelfportret. Als hij zijn zelfportret uitknipt zijn er twee meneren Papier. Ze lijken wel erg op elkaar. Ze lopen op dezelfde manier, hebben tegelijk zin in een boterham en willen op hetzelfde moment rusten. Ze zijn zo gelijkend dat het niet meer duidelijk is welke meneer Papier de echte is. Wie is de echte meneer Papier?                                                                    |
| 21.  | Meneer Papier verdwaalt                | Poes wil met Meneer Papier gaan wandelen. Buiten is er wel heel veel gras. Meneer Papier vindt het te kaal. Hij knipt een boom, struiken, een beekje en een standbeeld. Het wandelen maakt ze moe. Als Poes en Meneer Papier wakker worden van hun dutje is het al laat. Maar waar zijn ze en hoe vinden ze de weg terug? |
| 22.  | Meneer Papier leert fluiten            | Buiten zijn vogels aan het fluiten. Meneer Papier vindt het zo mooi, dat hij ook wil fluiten. Hij knipt voor zichzelf een snavel en maakt een snerpend geluid. Verschrikt vliegen alle vogeltjes weg. Vol goede moed knipt hij een fluitje. Nee, dat werkt ook niet. Ook een derde poging is niet succesvol. Zal meneer Papier ooit leren fluiten?                                                                                 |
| 23.  | Meneer Papier bouwt een kasteel        | Meneer Papier heeft zin om te bouwen. Hij tekent een mooi kasteel. Maar dan raakt het papier op. Met het laatste velletje knipt Meneer Papier een kiosk en van de snippers maakt hij geld. Hij koopt alles wat hij nodig heeft voor het kasteel. Maar in de schemer lijkt zijn oude huis wel van goud gemaakt te zijn. Heeft hij een nieuw kasteel eigenlijk wel nodig?                                                            |
| 24.  | Meneer Papier en de droogte            | Het is super heet buiten. Meneer Papier en Poes zweten van de hitte. Buiten zijn alle planten uitgedroogd. Meneer Papier wil de planten water geven. Hij geeft de planten water, maar het water uit de gieter is niet genoeg. Alleen regen kan de planten nog redden. Maar hoe krijg je regen als het zo warm is? |
| 25.  | Meneer Papier is jarig                 | Het is een bijzondere dag, want meneer Papier is jarig! Hij versiert zijn huis met slingers, knipt cadeautjes en een grote taart uit. Maar van wie krijgt hij de cadeautjes en hoe krijgt hij de taart alleen op? Plots krijgt hij een goed idee: hij gaat gasten uitknippen. |
| 26.  | Meneer Papier gaat vliegen             | Buiten waait het erg hard. Meneer Papier ziet dat de blaadjes door de wind in de lucht zweven. Meneer Papier wil dat ook, zo zweven op de wind. Hij knipt twee paar vleugels voor zichzelf uit, springt en laat zich meedrijven op de wind. Maar hij kan niet meer op de grond komen. Hoe lost hij dat op? |